# ورننکورت
ورننکورت (به فرانسوی: Vernancourt) یک کامین در فرانسه است که در Canton of Heiltz-le-Maurupt واقع شده‌است.

## خصوصیات
ورننکورت ۸٫۹۸ کیلومترمربع مساحت و ۷۷ نفر جمعیت دارد.